# سو رندال
سو رندال (انگلیسی: Sue Randall; ۸ اکتبر ۱۹۳۵ – ۲۶ اکتبر ۱۹۸۴) بازیگر، بازیگر تلویزیون، و بازیگر سینما اهل ایالات متحده آمریکا بود.
از فیلم‌ها یا برنامه‌های تلویزیونی که وی در آن نقش داشته‌است می‌توان به دود اسلحه اشاره کرد.